# Pogudino (obwód wołogodzki)
Pogudino (ros. Погудино) – wieś w Rosji, w rejonie kiczmiengsko-gorodieckim obwodu wołogodzkiego. W 2010 r. liczyła 3 mieszkańców.